# Dirección General de Derechos de las Personas con Discapacidad
La Dirección General de Derechos de las Personas con Discapacidad (DGDPD) de España es el órgano directivo del Ministerio de Derechos Sociales, Consumo y Agenda 2030, adscrito a la Secretaría de Estado de Derechos Sociales, que asume el desarrollo de las políticas gubernamentales relativas a la discapacidad.
El director general de Derechos de las Personas con Discapacidad es, al mismo tiempo, director del Real Patronato sobre Discapacidad. Desde 2021, el director general es Jesús María Martín Blanco.

## Historia
La Dirección General se crea en el año 2004 bajo la denominación de Dirección General de Coordinación de Políticas Sectoriales sobre la Discapacidad y que asumía las competencias relativas a la programación, impulso y gestión de las actuaciones de la Administración General del Estado dirigidas a la atención y el apoyo a las personas con discapacidad. Para llevar a cabo sus funciones, poseía una subdirección general para Ordenación y Planificación y otra para la Participación, Fundaciones y Entidades Tuteladas. Estaba integrada en el entonces Ministerio de Trabajo y Asuntos Sociales.
En 2008 las políticas sociales fueron transferidas al nuevo Ministerio de Educación, Política Social y Deporte, con un ligero cambio en la denominación de la segunda subdirección, que perdió la palabra «Fundaciones». Esta adscripción apenas duró un año, pasando las políticas sociales a formar parte del Ministerio de Sanidad y Política Social desde 2009. En 2010 se le otorgó al titular de este centro directivo la dirección del Real Patronato sobre Discapacidad.
En 2012 se modificó su denominación a Dirección General de Políticas de Apoyo a la Discapacidad y en 2015 el nuevo Protectorado de Fundaciones asumió las competencias de la Secretaría General Técnica en lo relativo a la tutela de fundaciones estatales. En 2017 se reestructuró el órgano, suprimiendo la subdirección general para la Participación y Entidades Tuteladas y creándose en su lugar la Subdirección General de Diálogo Civil. Asimismo, se le añadieron competencias relativas a la promoción de la igualdad de oportunidades, no discriminación y accesibilidad universal de las personas con discapacidad, a través de la adscripción a la dirección general de la Oficina de Atención a la Discapacidad.
En 2018 se renombró el órgano como Dirección General de Políticas de Discapacidad y, con la misma estructura y funciones, se estableció la necesidad de coordinarse con el Ministerio de la Presidencia, Relaciones con las Cortes e Igualdad que, desde ese mismo año, asumía competencias relacionadas con las que este órgano tiene a través de la Oficina de Atención a la Discapacidad. En 2020 se integró en el nuevo Ministerio de Derechos Sociales y Agenda 2030.
En 2021, bajo el mandato de la ministra Ione Belarra, pasó a denominarse Dirección General de Derechos de las Personas con Discapacidad.

## Estructura y funciones
De la Dirección General dependen los siguientes órganos, a través de los cuales ejerce sus funciones:
- La Subdirección General de Coordinación y Ordenación, a la que le corresponde la planificación, el diseño, la ordenación, gestión y evaluación de los programas y planes de ámbito estatal en materia de discapacidad, su coordinación con las comunidades autónomas y la colaboración con otras administraciones públicas, así como la coordinación y seguimiento de la actuación de los órganos consultivos en materia de discapacidad, sin perjuicio de las competencias de la Subsecretaría y de otros Departamentos en la materia; la propuesta de normativa en las materias de su competencia, sin perjuicio de las competencias de la Secretaría General Técnica; y las relaciones con organismos extranjeros e internacionales y la coordinación técnica de los programas de cooperación internacional relativos a la discapacidad, con especial atención a la Convención Internacional sobre los Derechos de las Personas con Discapacidad, sin perjuicio de las funciones de dirección y coordinación que corresponden a la Dirección General de Agenda 2030.
- La Subdirección General de Diálogo Civil, que asume el impulso de políticas públicas sobre discapacidad y accesibilidad universal, y su coordinación interministerial, así como entre la Administración General del Estado y la de las comunidades autónomas y las corporaciones locales; el diálogo civil con las organizaciones representativas de las personas con discapacidad y sus familias; y el ejercicio de la tutela del Estado y el fomento de la colaboración y apoyo a la Cruz Roja Española y a la Organización Nacional de Ciegos Españoles, para el cumplimiento de sus fines sociales.
- La Oficina de Atención a la Discapacidad, creada en 2013 y adscrita a la dirección general desde 2017, que se encarga de la promoción y defensa de los derechos, la igualdad de oportunidades, no discriminación y accesibilidad universal de las personas con discapacidad, en colaboración con el resto de departamentos ministeriales.

## Titulares
| Titular                             | Mandato    | Presidente                   | Monarca       |
| ----------------------------------- | ---------- | ---------------------------- | ------------- |
| Francisco Alfonso Berlanga Reyes    | 2004-2007  | José Luis Rodríguez Zapatero | Juan Carlos I |
| Juan Carlos Ramiro Iglesias         | 2007-2010  | José Luis Rodríguez Zapatero | Juan Carlos I |
| Jaime Alejandre Martínez            | 2010-2012  | José Luis Rodríguez Zapatero | Juan Carlos I |
| Ignacio Tremiño Gómez               | 2012-2016  | Mariano Rajoy                | Juan Carlos I |
| Ignacio Tremiño Gómez               | 2012-2016  | Mariano Rajoy                | Felipe VI     |
| Borja Fanjul Fernández-Pita         | 2016-2018  | Mariano Rajoy                |               |
| Jesús Ángel Celada Pérez            | 2018-2021  | Pedro Sánchez                |               |
| Montserrat Coleto Raposo (Interina) | 2021-2021  | Pedro Sánchez                |               |
| Jesús María Martín Blanco           | 2021-pres. | Pedro Sánchez                |               |